# Teungku Di Bathon
Teungku Di Bathon is een bestuurslaag in het regentschap Bireuen van de provincie Atjeh, Indonesië. Teungku Di Bathon telt 100 inwoners (volkstelling 2010).